# Инчерти, Анна
Анна Кармела Инчерти-Скаини (итал. Anna Carmela Incerti-Scaini; род. 19 января 1980, Палермо) — итальянская легкоатлетка, специалистка по бегу на длинные дистанции, кроссу и марафону. Выступает на профессиональном уровне с 1999 года, чемпионка Европы, чемпионка Средиземноморских игр, обладательница бронзовой медали Всемирной Универсиады, победительница и призёрка ряда крупных международных стартов на шоссе, участница трёх летних Олимпийских игр.

## Биография
Анна Инчерти родилась 19 января 1980 года в Палермо, Сицилия.
Впервые заявила о себе на международном уровне в сезоне 1999 года, когда в составе итальянской сборной стартовала на кроссовых чемпионате мира в Белфасте и чемпионате Европы в Веленье.
В 2000 году отметилась победой на домашнем полумарафоне в Палермо.
В 2002 году уже как взрослая спортсменка участвовала в чемпионате Европы по кроссу в Медулине.
Будучи студенткой, в 2003 году представляла страну на Всемирной Универсиаде в Тэгу, где завоевала бронзовую награду в беге на 10 000 метров и стала пятой в полумарафоне. Также в этом сезоне заняла 32-е место на чемпионате мира по полумарафону в Виламуре, победила на Флорентийском марафоне и стала чемпионкой Италии по марафону.
В 2004 году на Европейском вызове по бегу на 10 000 метров в Мариборе показала 11-й результат в личном зачёте и стала бронзовой призёркой командного зачёта. Была второй на Римском полумарафоне и на Полумарафоне Удине.
На чемпионате Европы 2006 года в Гётеборге с результатом 2:32:53 финишировала девятой в марафоне, тем самым помогла соотечественницам выиграть разыгрывавшийся здесь Кубок Европы по марафону.
В 2007 году в марафоне заняла 17-е место на чемпионате мира в Осаке, показала 23-й результат на чемпионате мира по полумарафону в Удине.
Благодаря череде удачных выступлений в 2008 году удостоилась права защищать честь страны на летних Олимпийских играх в Пекине — в программе марафона показала время 2:30:55, расположившись в итоговом протоколе соревнований на 14-й строке. Позднее с результатом 2:27:42 превзошла всех соперниц на Миланском марафоне.
В 2009 году среди прочего была лучшей на Римском полумарафоне, выиграла полумарафон на Средиземноморских играх в Пескаре.
На чемпионате Европы 2010 года в Барселоне изначально финишировала в марафонской гонке третьей, но в связи с допинговой дисквалификацией двух спортсменок поднялась в итоговом протоколе на первую позицию (одержала победу на разыгрывавшемся здесь командном Кубок Европы по марафону).
В 2011 году в беге на 5000 метров стала седьмой на командном чемпионате Европы в Стокгольме, вновь выиграла Римский полумарафон, была четвёртой на Осакском международном женском марафоне и шестой на Берлинском марафоне.
Принимала участие в Олимпийских играх 2012 года в Лондоне — в марафоне с результатом 2:29:38 заняла итоговое 28-е место.
В 2014 году выиграла полумарафон в Триесте, стала шестой в марафоне на чемпионате Европы в Цюрихе (победительница командного Кубка Европы по марафону), финишировала второй на Туринском марафоне.
В 2015 году на Кубке Европы по бегу на 10 000 метров в Кья стала девятой и третьей в личном и командном зачётах соответственно. Кроме того, была шестой на Нагойском женском марафоне и девятой на Нью-Йоркском марафоне.
В 2016 году заняла 39-е место на чемпионате мира по полумарафону в Кардиффе и 14-е место в полумарафоне на чемпионате Европы в Амстердаме (серебряная призёрка командного зачёта). Стартовала в марафоне на Олимпийских играх в Рио-де-Жанейро — на сей раз сошла с дистанции, не показав никакого результата.
В 2017 году выиграла полумарафон в Читтаделле, стала второй на Миланском марафоне, сошла на Берлинском марафоне, закрыла десятку сильнейших Франкфуртского марафона.
В 2019 году среди прочего победила на чемпионате Италии по полумарафону в Палермо.
В 2022 году отметилась выступлением на чемпионате Европы в Мюнхене, с результатом 2:44:11 заняла в марафоне 42-е место.
Замужем за известным итальянским бегуном на длинные дистанции Стефано Скаини.